# Die Adler und die Raben

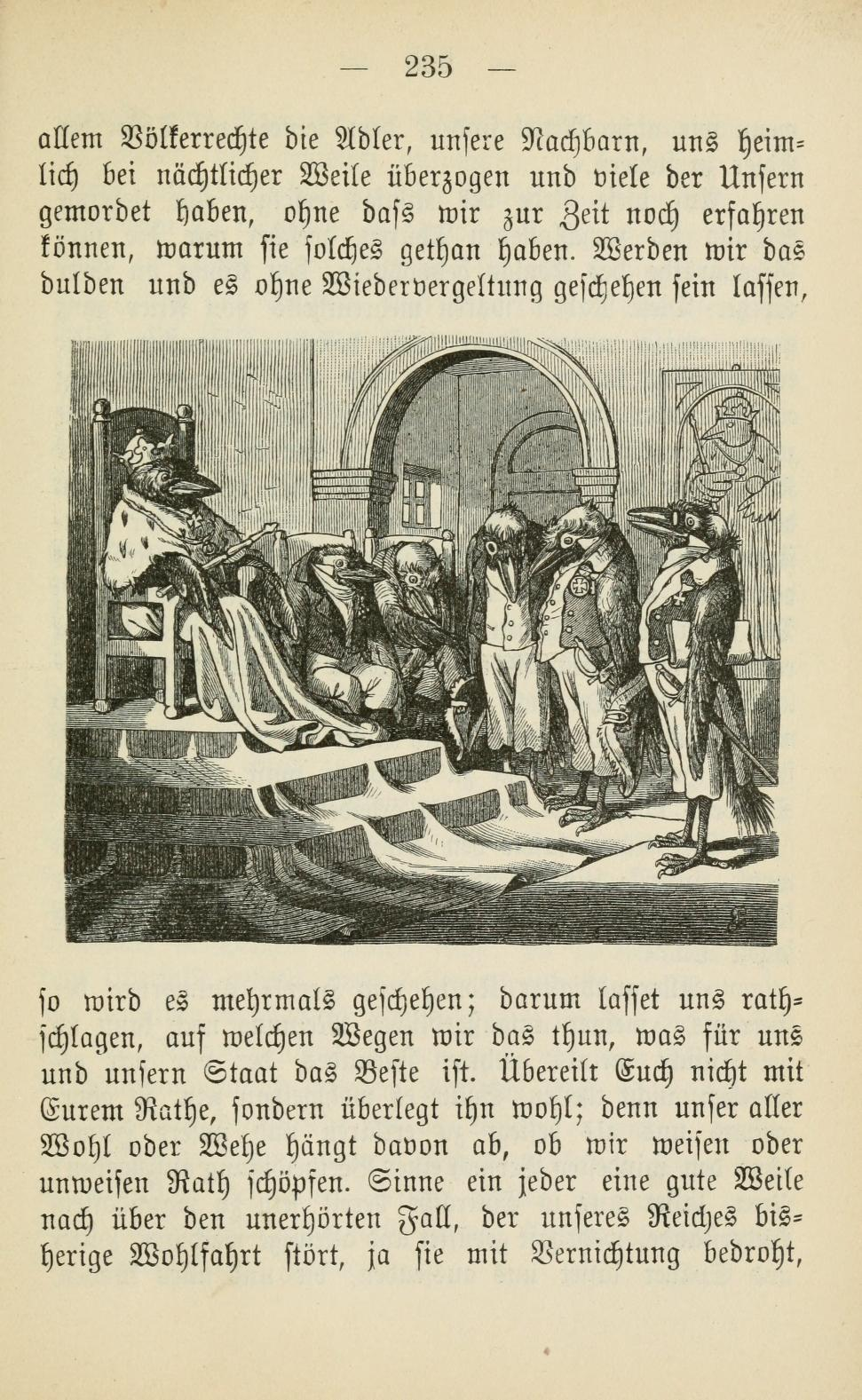
Illustration, 1890

Die Adler und die Raben ist ein Märchen. Es steht in Ludwig Bechsteins Neues deutsches Märchenbuch an Stelle 37 und stammt aus Antonius von Pforrs Das Buch der Beispiele der alten Weisen (Kap. 5: Von den Raben und den Aaren).

## Inhalt
Die Raben werden von den Adlern überfallen. Der Rabenkönig befragt seine Räte. Der erste rät, vor den überlegenen Adlern zu fliehen. Der zweite will zum Krieg zu rüsten, der dritte verhandeln, der vierte Alliierte suchen. Der fünfte schließlich gibt an, den Grund für den Hass der Adler zu kennen, will es dem König aber nur unter vier Augen sagen.

## Herkunft
Indem der erfahrenste Rat zuerst redet, entsteht eine Steigerung zu gewagteren Ratschlägen. Der Text dient, zumindest bei Bechstein, als Auftakt für die folgenden bis Nr. 44, alle aus Antonius von Pforrs Das Buch der Beispiele der alten Weisen, einer Übertragung des indischen Panchatantra.